# Orangerie (Neuer Garten)

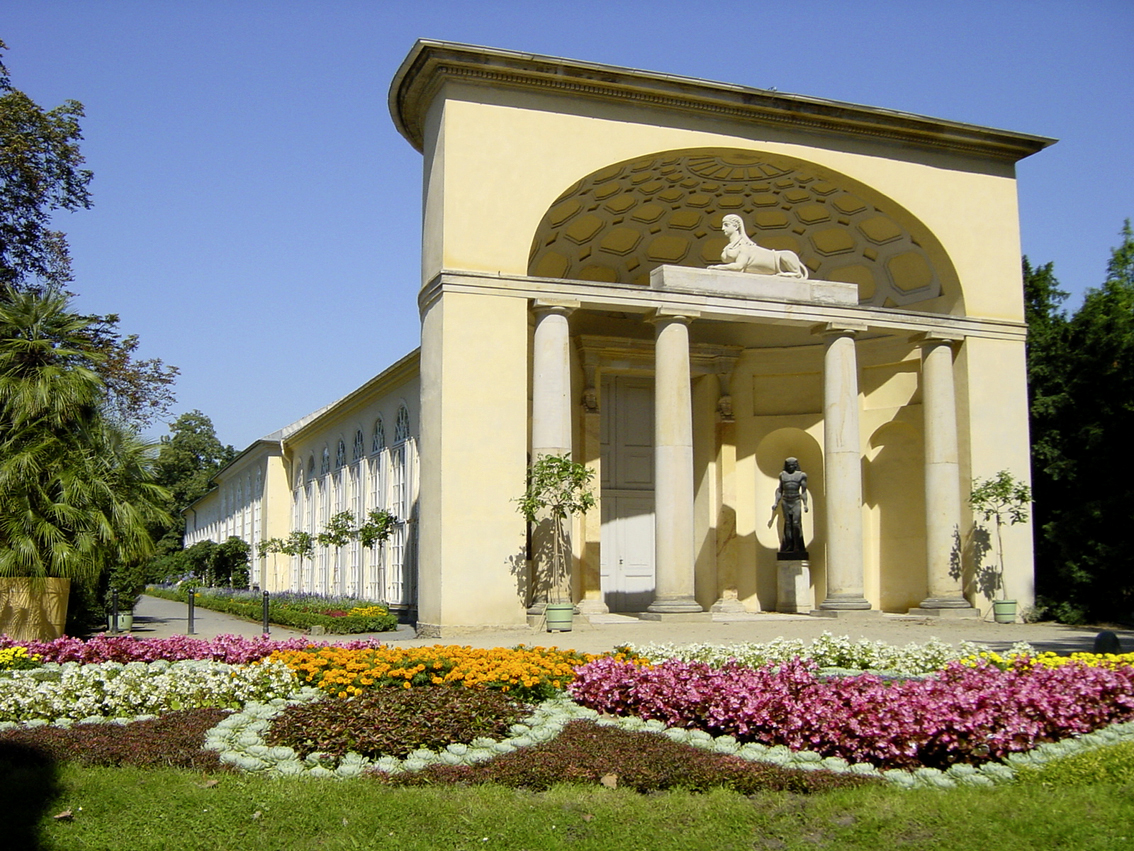
Die Orangerie im Neuen Garten

Die Orangerie im Neuen Garten ist eine von 1791 bis 1793 nach Plänen von Carl Gotthard Langhans erbaute Orangerie im Neuen Garten in Potsdam.

## Geschichte

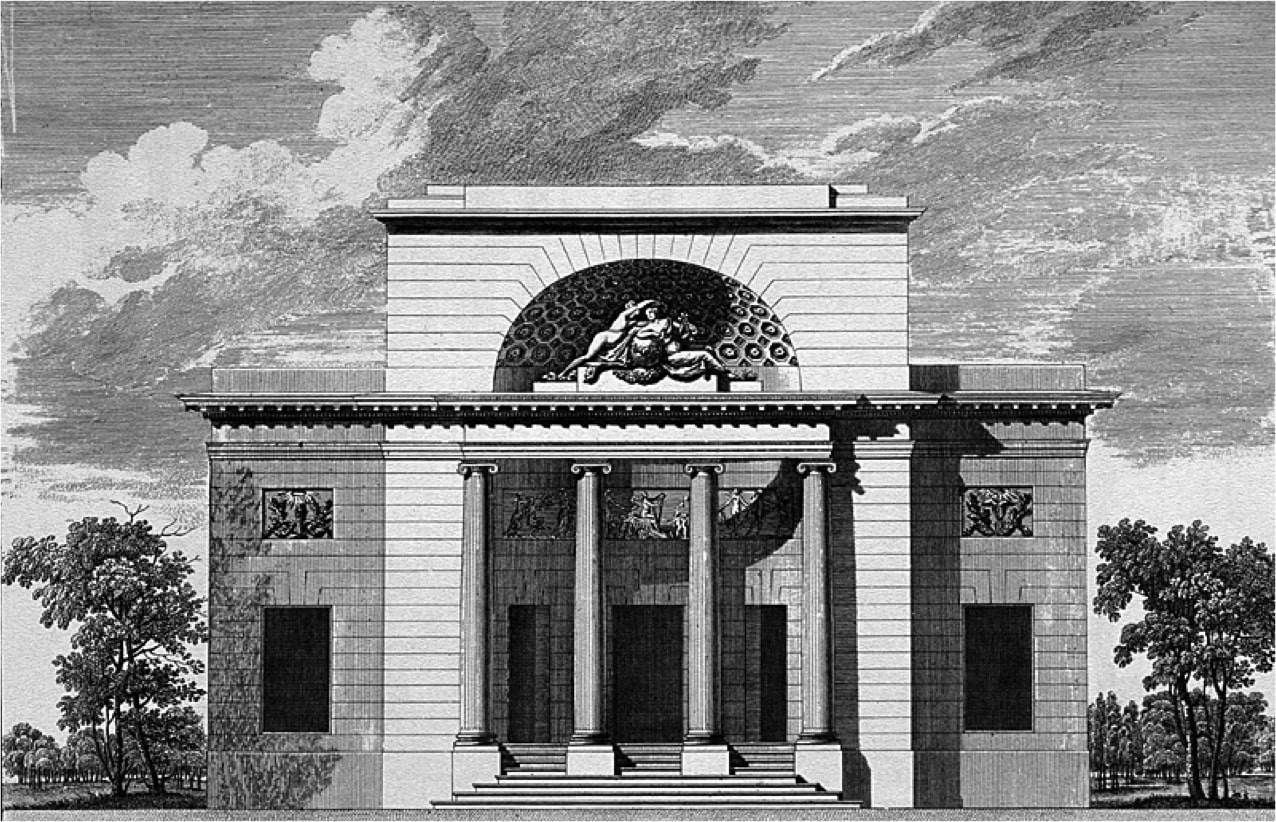
Paris, Fassade des Hôtel der Mademoiselle Guimard

Friedrich Wilhelm II. ließ die Orangerie von 1791 bis 1793 von Carl Gotthard Langhans erbauen. Nach zum Teil der Bausubstanz schadender Fremdnutzung in der Nachkriegszeit wurde sie 1994 restauriert. Die Ostfassade zitiert das 1770–72 nach Plänen von Claude-Nicolas Ledoux errichtete Pariser Hôtel Guimard.

## Beschreibung
Die Orangerie ist ein 86 Meter langer, nach Südwesten ausgerichteter einstöckiger Bau mit 26 Achsen nahezu bodentiefer Rundbogenfenster. Fünf aus der Fassadenflucht vorspringende Achsen mit etwas größeren Abständen zwischen den Öffnungen bilden einen Risalit, der westlich von zwölf und östlich von neun Fensterachsen flankiert wird. In der westlichen, am Ökonomieweg liegenden Schmalseite ist ein schlichtes übergiebeltes Rundbogentor in einem risalitartigen Vorsprung angeordnet. Das Tor und die Fenster sind mit profilierten Putzfaschen gerahmt, die neben dem ebenfalls profilierten Traufgesims den einzigen plastischen Schmuck der Süd- und Westfassade bilden. Das Gebäude ist mit einem im Westen abgewalmten Satteldach bedeckt.
Als Blickfang von der am Holländischen Etablissement vorbeiführenden Zufahrtsallee zum Marmorpalais aus dient das ägyptisierende Portal auf der Ostseite. Die Schauarchitektur besteht hinter einer von einem großen Korbbogen überfangenen Öffnung aus einer apsisartigen Vorhalle mit vier eingestellten toskanischen Säulen. Den oberen Abschluss bildet eine kassettierte Halbkuppel. Die äußere Gliederung besteht aus einem profilierten Kranzgesims und dem von den Säulen gestützten Architrav, der sich an den Wänden als Gurtgesims fortsetzt. Das durch Hermen geschmückte Portal in der Vorhalle wird jeweils durch zwei Rundbogennischen mit darüber befindlicher Rechteckblende flankiert, wobei die südwestliche Nische einen Durchgang formiert.
Das Innere enthält hinter den fünf Fensterachsen des Risalits einen zentralen, aufgrund seines Dekors als „Palmensaal“ bezeichneten Festraum, der von zwei jeweils 25 Meter langen, 6 Meter breiten und 6 Meter hohen Pflanzenhallen flankiert ist. Am Ende der Westhalle wurde ein drei Achsen umfassender separater, 9 Meter langer „Konservierraum“ für die Überwinterung der kränkelnden Pflanzen hinzugefügt. Für die Unterbringung der Kübelpflanzen stand damit eine Gesamtstellfläche von 344 Quadratmetern zur Verfügung.

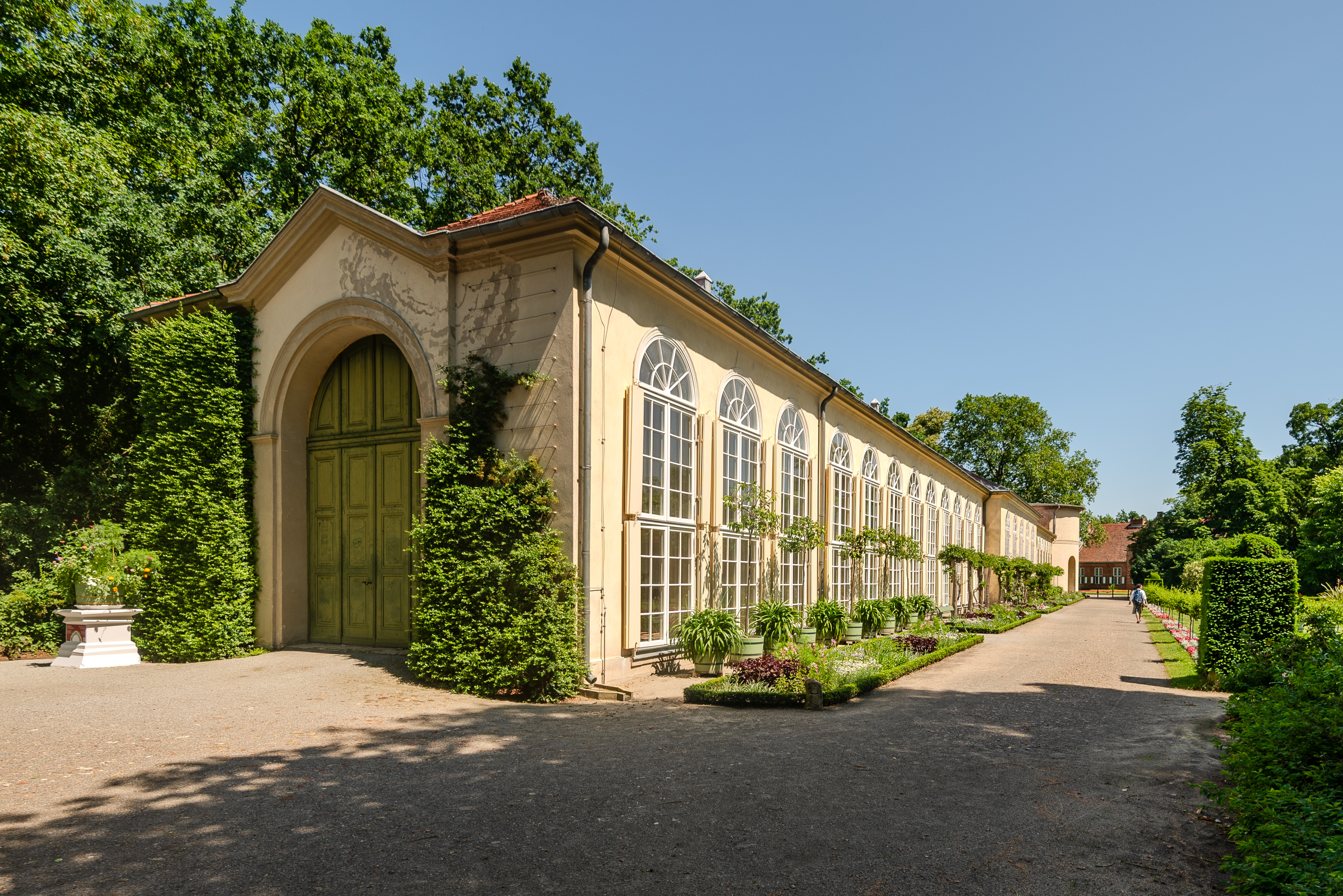
Die Westseite der Orangerie

Beide Pflanzenhallen verfügen über ein Heizungssystem, das von dem an der Nordseite des Gebäudes verlaufenden Heizgang aus befeuert wurde. Je zwei in den Fußboden eingelassene, gewölbte Heizkanäle sorgen für eine milde Temperierung der Hallen. Die den Kanal abdeckenden Eisenplatten speicherten die Wärme und strahlten sie ab. Der für die Pflege der kränkelnden Pflanzen zuständige Konservierraum war mit einer separaten Kanalheizung ausgestattet, da eine höhere Temperatur notwendig war. Die Fußböden sind mit offenporigen Tonplatten belegt, so dass überschüssiges Gießwasser schnell aufgenommen und später wieder verdunstet werden konnte. Atmungsaktive Deckenkonstruktionen aus einem Häcksel-Lehmgemisch trugen neben dem Schutz vor Kälte auch zur Reduzierung der Luftfeuchtigkeit bei. Für eine ausreichende Belüftung sorgten zudem alle zu öffnenden Fenster in Verbindung mit den verschließbaren Abzugslöchern in der Decke. Die in den Pflanzenhallen vorhandenen Gießwasserbecken erhielten ihre Standorte auf den Kanälen, so dass stets leicht angewärmtes Wasser zur Verfügung stand.

### Palmensaal
Der Palmensaal entstand in Zusammenarbeit mit Johann Gottfried Schadow und Heinrich Friedrich Kambly. Ursprünglich diente er als Konzertsaal. Er ist ein mit Taxus-, Pflaumenbaum- und Rüsternholz getäfelter Raum. Die Ausstattung des Palmensaales weist eine Vielzahl von vegetativen und naturnahen Dekorelementen auf. Aus Säulenstümpfen wachsen naturalistisch geschnitzte und gefasste Palmenbäume, die mit ihren dunkelgrünen Blattkronen in den Deckenbereich hineinragen. Wesentlicher Bestandteil der Ausschmückung sind auch blühende Topfpflanzen, die anlässlich der Nutzung des Saals in farbigen, speziell für den Raum entworfenen Porzellangefäßen auf Wandkonsolen Aufstellung fanden. Entsprechend seiner Bestimmung als Konzertsaal war der Raum mit Sitzmöbeln ausgestattet.

### Ägyptisches Portal

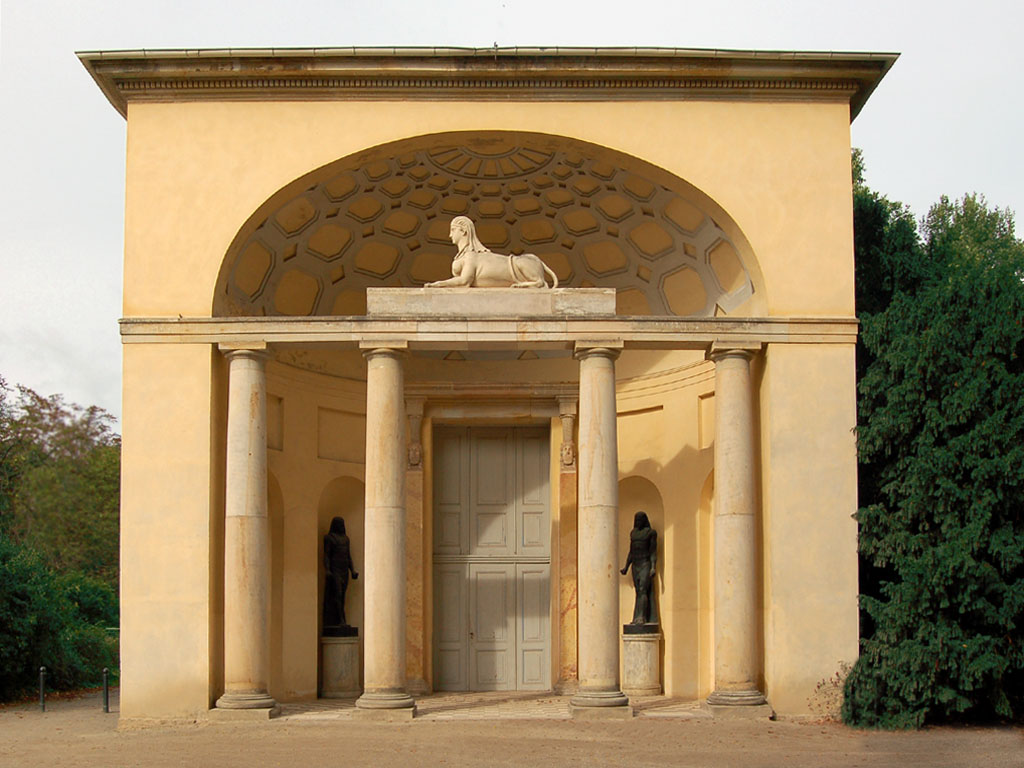
Ägyptisches Portal der Orangerie auf der Ostseite

Die zwei Osiris darstellenden ägyptisierenden Stand-Schreit-Statuen in der Portalvorhalle fertigte Johann Gottfried Schadow an. Das Portal ist mit zwei Dionysos-Hermen verziert. Der Architrav trägt eine von Michael Christoph Wohler geschaffene Sphinx.

## Nutzung
Neben der Nutzung als Orangerie diente das Bauwerk früher auch als Theater-, Komödien- oder Opernhaus. Bis 1945 diente die Orangerie vor allem der Überwinterung der Orangenbäume der Hohenzollern. Nach dem Zweiten Weltkrieg verschlechterte sich im Neuen Garten mit der Einrichtung eines Kulturparks für die sowjetische Besatzungsmacht der Zustand des Orangeriegebäudes und der Pflanzenbestand wurde nicht mehr ausreichend gepflegt. Durch die Nutzung als Offizierscasino ging der Großteil des Orangenbestandes durch völlige Überhitzung der Pflanzenhallen ein. Nur wenige Exemplare überlebten dies und wurden in das Orangerieschloss im Park Sanssouci verbracht. Nachdem der Park an die Verwaltung der Staatlichen Schlösser und Gärten 1953 zurückgegeben wurde, wurden in der östlichen Pflanzenhalle zunächst Restaurierungswerkstätten und -büros eingerichtet, in der westlichen Halle begann ab 1966 der erneute Aufbau eines gemischten Kübelpflanzenbestandes. Seit 1994 werden wieder beide Pflanzenhallen als Orangerie genutzt und mit den restaurierten, technischen Vorrichtungen von 1792 betrieben.
Im Winterhalbjahr 2004/05 starb der vollständige Bestand an Citrus aurantium aufgrund einer Pilzinfektion ab. Nach diesem Rückschlag verfügt die Orangerie seit Sommer 2012 wieder über 40 junge Orangenbäume, die seit Sommer 2013 im Schlossumfeld des Marmorpalais im Neuen Garten präsentiert werden.